# リュドミラ (小惑星)
リュドミラ (675 Ludmilla) は小惑星帯にある小惑星。ジョエル・ヘイスティングス・メトカーフがマサチューセッツ州のタウントンで発見した。
Lutz D. Schmadel の "Dictionary of minor planet names" では、ロシアの作曲家、ミハイル・グリンカが作曲したメルヘン・オペラ『ルスランとリュドミラ』の登場人物で、キエフ大公の娘リュドミラに因んで名付けられたと推測されている。